# Козицкий, Филипп Емельянович
Фили́пп Емелья́нович Кози́цкий (23 октября 1893, с. Летичевка (ныне Черкасской области Украины) — 27 апреля 1960, Киев) — советский украинский композитор, музыковед, Заслуженный деятель искусств УССР (1943). Заведующий кафедрой истории музыки Киевской консерватории, профессор.

## Биография
В 1917 году окончил Киевскую духовную академию. Учился у Б. Л. Яворского и Р. М. Глиэра.
С 1918 по 1924 год работал в Киевском музыкально-драматическом институте. С 1925 по 1935 год работал в Харьковском музыкально-драматическом институте.
С 1927 года — главный редактор украинского музыкального журнала «Музика».
Похоронен на Байковом кладбище.

## Произведения

### Оперы
- «Неизвестные солдаты» (1934)
- вторая редакция — «Жан Жиранден» (1937)
- «За Родину» (1943)

### Кантаты
- «Памяти большевика» (1951) — для хора а капелла
- «Здравствуй, весна» (1952) — для детского хора

### Произведения для симфонического оркестра
- сюита «Козак Голота» (1925)
- поэма «Дочь партизана» (1938)

### Произведения для хора
- «Десять школьных хоров» (1921)
- «Восемь прелюдий песен» (1924)
- диптих «Странный флот» (1925)
- «Восемь украинских народных новелл» (1936)

### Романсы
- «Песня про Якира» на слова Владимира Сосюры.

### Музыка к спектаклям
- Мемориальная доска Филиппу Козицкому в Киеве"Король забавляется" Виктора Гюго (1927)
- «Плацдарм» Мирослава Ирчана (1932)

### Музыка к кинофильмам
- «Дочь партизана» (1936)
- «Стожары» (1939)
- «Кубанцы» (1939)

## Награды
- Орден Ленина
- Орден Трудового Красного Знамени (30 июня 1951)[3]